# Mușchi risorius
Mușchiul risorius (latină: musculus risorius) este un mușchi facial situat lateral de deschiderea gurii. Nu este prezent la toți oamenii și se crede că este unic subfamiliei Homininae. Se inseră pe fascia maseterină și pe pielea comisurii buzelor.
Mușchiul risorius trage unghiul gurii lateral. Contracțiile acestui mușchi produc expresia facială de plăcere sau râs.

## Structură
Structural, mușchiul risorius variază de la o pânză musculară triunghiulară care converge spre nodul comisural până la o bandă îngustă care poate conține doar câteva fâșii de fibre musculare. Asemenea altor mușchi faciali, mușchiul risorius are un procent mai mare de fibre musculare lente și conține o configurație mai complexă a fibrelor extrafusale decât alți mușchi scheletici din corp.

## Inervație
Mușchiul risorius este inervat, ca toți mușchii faciali, de nervul facial, cu care este conectat direct. Există dezbateri cu privire la ce ramură a nervului facial inervează de fapt mușchiul, dar cei mai mulți sunt de acord că este vorba fie de ramura bucală, fie de ramura mandibulară marginală.

## Vascularizație
Mușchiul risorius primește sânge arterial de la artera facială și artera facială transversă la originea sa.

## Variații fiziologice
Există o variație semnificativă între oameni în ceea ce privește simetria bilaterală, asimetria sau prezența mușchiului risorius. Un procent important de oameni nu au deloc acest mușchi, în timp ce alții au unul expansiv. La unii oameni, mușchiul este prezent numai pe o parte a feței.